# Atle Hamre
Atle Hamre, född 26 februari 1960 i Fana, är en norsk före detta travkusk och travtränare; han är bror till travtränaren Frode Hamre. Han är dömd två gånger för utpressning. Han var en av Norges största profiler inom travsport i slutet av 1980-talet och början på 1990-talet och har tagit över 2000 segrar i travlopp. Hamre stängdes 2009 av på livstid från travsporten, och har sporadiskt hjälpt sin bror Frode att träna hästar.
Han deltog bland annat i Elitloppet fem gånger som kusk (1991, 1992, 1993, 1997 och 1998). Hamre sysslade även med att köpa och sälja hästar, och har importerat ett tusental hästar från utlandet.
I augusti 2023 fick Hamre en hjärtinfarkt på grund av ett komplicerat hjärtproblem.

## Rättstvister
Atle Hamre har sedan 1987 varit inblandad i omkring åtta rättstvister i samband med hästköp och överföring av pengar.

### 1991 - frikänd
Hösten 1991 åtalades Hamre för att ha anställt två personer för att kräva in 85 000 norska kronor som han sagt att en hästägaren Kåre Olav Vatnøy inte betalat. De två indrivarna dömdes till fängelse och böter för olaga tvång och misshandel, medan Hamre blev frikänd från medverkan till den brutala behandlingen som Vatnøy blivit utsatt för, då de besökt honom på sitt kontor.

### 1999 - fängelse
1999 arresterades Hamre en vecka innan 1999 års upplaga av Elitloppet på Solvalla, där han skulle ha kört Rite On Line. Rite On Line fick istället köras av Vidar Hop. År 2000 dömdes han i Sandefjords tingsrätt och igen år 2002 i Agders domstol till fem års fängelse för utpressning mot före detta redaren Thor Christensen och hans familj under perioden 1993–1999. Han dömdes också till att betala Thor Christensen 19,9 miljoner kronor och rättegångskostnader på över en halv miljon kronor. Hamre hävdade under hela rättegången att han var oskyldig. 2001 beslutade Det Norske Travselskap att stänga av Hamre från all tävling och träning på norska travbanor i tio år, då han skadat travsportens anseende. Hamre stämde då Det Norske Travselskap på tio miljoner kronor. Stämningen gällde kompensation för uteblivna kontrakt och intäkter, sponsoravtal samt goodwill för Hamre.

### 2008 - fängelse
2008 dömdes Atle Hamre till fängelse i 30 dagar för att ha lurat den norska staten på drygt 200 000 kronor i moms. Hamre erkände brottet. Samma år dömdes Hamre åter till fängelse, den här gången i fyra år, för utpressning av storhästägaren Trond Willy Wilhelmsen.

### 2021 - fängelse
2021 åtalades Hamre på nytt för utpressning, och riskerar böter eller fängelse i upp till tre år om han fälls. Rättegången hölls i november 2021. Hamre dömdes i slutet av januari 2022 till 45 dagars fängelse för olaga hot.

## Avstängning från travsporten
2009 meddelade Det Norske Travselskap att Hamre skadat travsportens anseende så mycket att han blivit av med sin licens och stängs av från norsk travsport på livstid. Hamre får inte längre vistas på en travbana, inte ens som åskådare. Atle Hamre har ett flertal gånger försökt överklaga beslutet, men utan att lyckas.
2015 hamnade även hans bror Frode Hamre i blåsväder då Atle Hamre körde några av hans hästar i träning på Jarlsberg travbane. Atle Hamre upprepade även handlingen 2018, då han körde träning med hästen Seven and Seven på samma bana.